# Zjednoczone Emiraty Arabskie na Letnich Igrzyskach Paraolimpijskich 2012
Zjednoczone Emiraty Arabskie na Letnich Igrzyskach Paraolimpijskich 2012 w Londynie reprezentowało 15 zawodników, wśród nich znalazły się cztery kobiety – lekkoatletki (był to pierwszy występ emirackich kobiet na paraolimpiadzie). Zdobyli oni jedno złoto, jedno srebro i jeden brąz. Był to piąty start drużyny ZEA w tej imprezie sportowej.

## Zdobyte medale
| Medal  | Sportowiec              | Dyscyplina    | Konkurencja                             |
| ------ | ----------------------- | ------------- | --------------------------------------- |
| Złoto  | Abdulla Sultan Alaryani | strzelectwo   | Karabin małokalibrowy leżąc, 50 m (SH1) |
| Srebro | Mohammed Hammadi        | lekkoatletyka | bieg na 100 m (T34)                     |
| Brąz   | Mohammed Hammadi        | lekkoatletyka | bieg na 200 m (T34)                     |

## Wyniki

### Lekkoatletyka
Mężczyźni
- Issa Saif Al-Jahwari – rzut dyskiem F57-F58, 7. miejsce (42,87 m, 862 punkty)[2].
- Ahmed Alhousani
  - rzut dyskiem F32/F34 – 17. miejsce (22,75 m, 658 punktów)[3],
  - pchnięcie kulą F32/F33 – 7. miejsce (8,89 m, 800 punktów)[4].
- Mohammad Almehairi
  - rzut dyskiem F32/F34 – 16. miejsce (31,58 m, 696 punktów)[3],
  - rzut oszczepem F33/F34 – 13. miejsce (24,07 m, 825 punktów)[5].
- Abdulaziz Alshekaili – pchnięcie kulą F32/F33, nie oddał żadnej mierzonej próby[4].
- Mohamed Bani Hashem
  - bieg na 100 m T53 – 4. miejsce w biegu półfinałowym (16,01 s)[6],
  - bieg na 200 m T53 – 6. miejsce w biegu eliminacyjnym (28,39 s)[7].
- Mohamed Hammadi
  - bieg na 100 m T34 – 3. miejsce w finale (16,41 s)[8],
  - bieg na 200 m T34 – 2. miejsce w finale (28,95 s)[9].
- Mohammad Vahdani
  - bieg na 100 m T54 – 5. miejsce w biegu eliminacyjnym (14,52 s)[10],
  - bieg na 400 m T54 – 3. miejsce w biegu eliminacyjnym (50,00 s)[11],
  - bieg na 800 m T54 – 4. miejsce w biegu eliminacyjnym (1:40,38)[12],
  - bieg na 1500 m T54 – 5. miejsce w biegu eliminacyjnym (3:13,58)[13],
  - bieg na 5000 m T54 – 4. miejsce w biegu eliminacyjnym (11:29,84)[14].

Kobiety
- Sakina Albalooshi – rzut maczugą F31/F32/F51, 10. miejsce (14,66 m, 783 punkty)[15].
- Siham Alrasheedy
  - rzut dyskiem F57/F58 – 7. miejsce (24,33 m, 776 punktów)[16],
  - rzut oszczepem F57/F58 – 10. miejsce (18,21 m, 733 punkty)[17].
- Thuraya Alzaabi
  - rzut oszczepem F52/F53/F33/F34 – 11. miejsce (12,85 m, 525 punktów)[18],
  - pchnięcie kulą F32/F34 – nie zaliczyła żadnej mierzonej próby[19].
- Mariam Matroushi – rzut oszczepem F46, 10. miejsce (25,38 m)[20].

### Podnoszenie ciężarów
- Ahmed Khamis Albaloushi – + 100 kg, nie ukończył[21],
- Mohamed Khamis Khalaf – do 90 kg, nie ukończył[22].

### Strzelectwo
- Abdulla Sultan Alaryani
  - karabin pneumatyczny, 10 m (SH1) – 7. miejsce (691,8 pkt.)[23],
  - karabin dowolny, trzy pozycje, 50 m (SH1) – 6. miejsce (1229,7 pkt.)[24],
  - karabin pneumatyczny leżąc, 10 m (SH1) – 23. miejsce (597 pkt.)[25],
  - karabin małokalibrowy leżąc, 50 m (SH1) – 1. miejsce (694,8 pkt.)[26].
- Obaid Aldahmani
  - karabin pneumatyczny, 10 m (SH1) – 13. miejsce (587 pkt.)[23],
  - karabin dowolny, trzy pozycje, 50 m (SH1) – 8. miejsce (1225,4 pkt.)[24],
  - karabin pneumatyczny leżąc, 10 m (SH1) – 36. miejsce (593 pkt.)[25],
  - karabin małokalibrowy leżąc, 50 m (SH1) – 28. miejsce (579 pkt.)[26].